# Котлув
Котлув (пол. Kotłów) — село в Польщі, у гміні Мікстат Остшешовського повіту Великопольського воєводства.
Населення — 573 особи (2011).

## Демографія
Демографічна структура станом на 31 березня 2011 року:
|          | Загалом | Допрацездатний вік | Працездатний вік | Постпрацездатний вік |
| -------- | ------- | ------------------ | ---------------- | -------------------- |
| Чоловіки | 292     | 55                 | 208              | 29                   |
| Жінки    | 281     | 58                 | 156              | 67                   |
| Разом    | 573     | 113                | 364              | 96                   |